# Self Hell
Self Hell es el sexto álbum de estudio de la banda británica de metalcore While She Sleeps. Fue lanzado el 29 de marzo de 2024, a través del sello independiente de la banda, Sleeps Brothers, en colaboración con Search and Destroy y Spinefarm Records.

## Antecedentes y lanzamiento
El 13 de septiembre de 2023, la banda lanzó el primer sencillo y la canción principal, "Self Hell", junto con un vídeo musical que lo acompaña. Ese mismo día, la banda anunció el álbum y la fecha de lanzamiento. El 7 de diciembre, la banda presentó el segundo sencillo "Down" con Alex Taylor de Malevolence.
El 14 de febrero de 2024, la banda estrenó el tercer sencillo "To the Flowers" y su correspondiente vídeo musical. El 21 de marzo, una semana antes del lanzamiento del álbum, la banda lanzó el cuarto sencillo "Leave Me Alone".

## Lista de canciones
Todas las letras escritas por While She Sleeps, toda la música compuesta por While She Sleeps. 
| N.º | Título                                               | Duración |  |
| 1.  | «Peace of Mind»                                      | 1:20     |  |
| 2.  | «Leave Me Alone»                                     | 3:35     |  |
| 3.  | «Rainbows»                                           | 4:22     |  |
| 4.  | «Self Hell»                                          | 4:39     |  |
| 5.  | «Wildfire»                                           | 3:05     |  |
| 6.  | «No Feeling Is Final» (con Michał Miluśki de Aether) | 3:13     |  |
| 7.  | «Dopesick» (con Fin Power de Stone)                  | 4:28     |  |
| 8.  | «Down» (con Alex Taylor de Malevolence)              | 3:54     |  |
| 9.  | «To the Flowers»                                     | 5:03     |  |
| 10. | «Out of the Blue»                                    | 3:00     |  |
| 11. | «Enemy Mentality»                                    | 4:13     |  |
| 12. | «Radical Hatred / Radical Love»                      | 4:03     |  |

## Personal
While She Sleeps
- Lawrence "Loz" Taylor – Voz gutural
- Sean Long – Guitarra líder, coros y producción
- Mat Welsh – Guitarra rítmica, voz y piano
- Aaran McKenzie – Bajo y coros
- Adam "Sav" Savage – Batería y percusión

Músicos adicionales
- Michał Miluśki: voz (pista 6).
- Fin Power: voz (pista 7).
- Alex Taylor: voz (pista 8).